# Johannes Baptist von Kiene

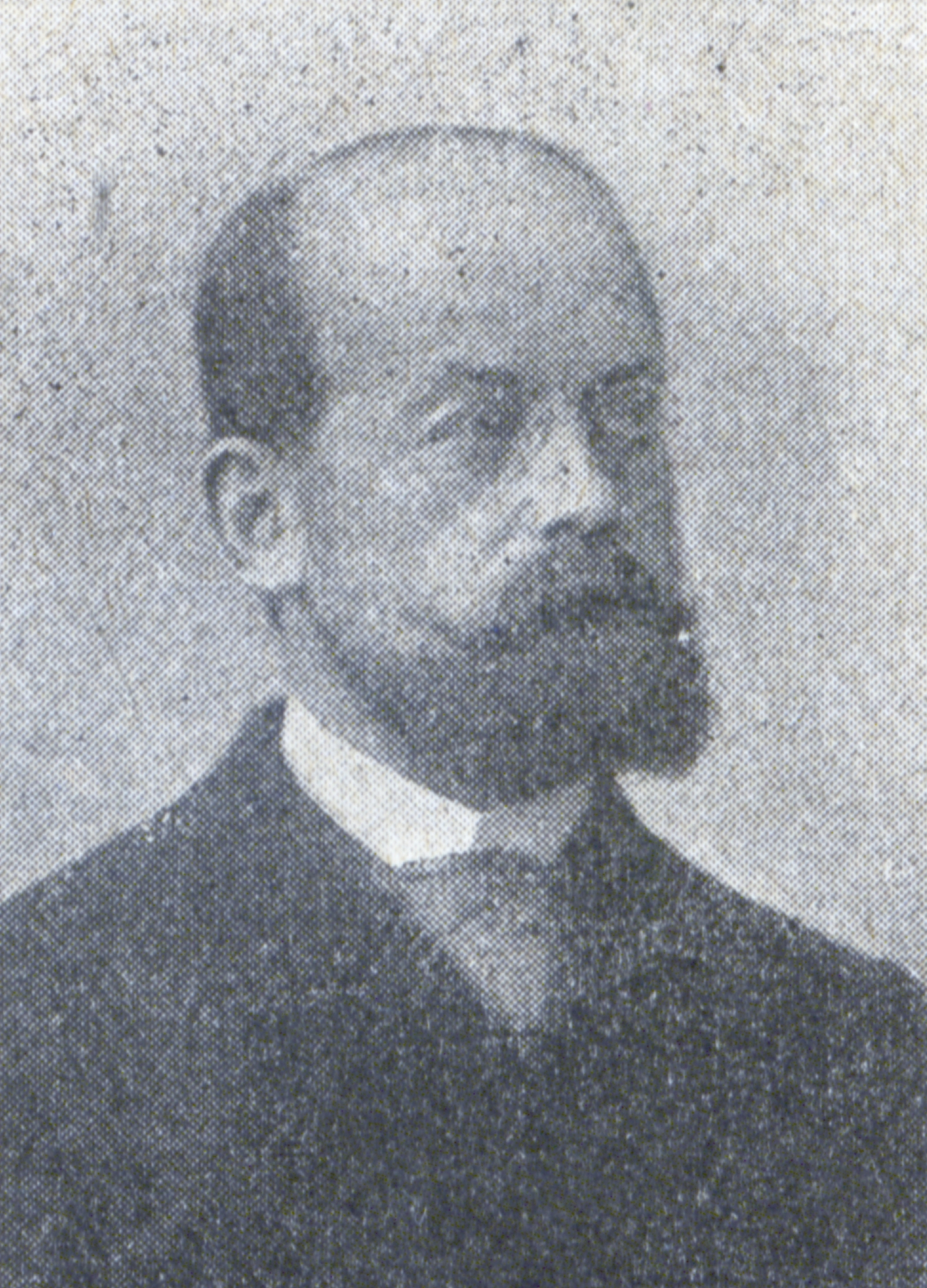
Johannes Baptist von Kiene, um 1895

Johannes Baptist Kiene, seit 1901 von Kiene, auch Johann Baptist Kiene oder Hans von Kiene, (* 22. Januar 1852 in Langenargen; † 24. Juli 1919 in Wangen im Allgäu) war ein deutscher Jurist und württembergischer Politiker des Zentrums. 

## Leben
Johannes Kiene war ein Sohn des bekannten Orgelbaumeisters Johann Nepomuk Kiene und dessen zweiter Ehefrau Maria Kiene geb. Wocher. Er besuchte das Gymnasium der Abtei Mehrerau (wo sein Vater die erste Orgel aufgestellt hatte) und studierte Rechtswissenschaften an der Eberhard-Karls-Universität Tübingen. Er wurde hier Mitglied der katholischen Studentenverbindung AV Guestfalia Tübingen im CV. Als er sein Studium an der Albert-Ludwigs-Universität Freiburg fortsetzte, wurde er auch Gründungsmitglied der KDStV Hercynia. 1876 bestand er das erste, 1878 das zweite juristische Staatsexamen und wurde zum Dr. jur. utr. promoviert. Von 1878 bis 1881 war er Gerichtsassessor in Göppingen und Geislingen, 1881 Staatsanwalt in Ellwangen, 1886 am Landgericht in Schwäbisch Hall, 1894 Landgerichtsrat in Ravensburg, 1899 Oberlandesgerichtsrat, 1900 Senatspräsident beim Oberlandesgericht Stuttgart und 1915 Generalstaatsanwalt. 
Johannes Kiene bereitete am 11. Juli 1894 zusammen mit Rudolf Probst, Adolf Gröber sowie den Brüdern Alfred und Viktor Rembold (Rechtsanwälte) die Statuten vor, die zum Gründungsparteitag des Württembergischen Landesverbands der Deutschen Zentrumspartei am 17. Januar 1895 in Ravensburg führten. Kiene war später mit Eugen Graf und Josef Beyerle führender Vertreter einer katholischen Politik. Von 1894 bis 1918 war Kiene Abgeordneter für Ehingen in der Zweiten Kammer des württembergischen Landtags. Von 1919 bis zu seinem Tod hatte er auch ein Mandat in der Verfassunggebenden Landesversammlung des neuen Volksstaats Württemberg.
Johannes von Kiene war in der ersten Regierung des Volksstaats Württemberg vom 11. November 1918 bis 7. März 1919 Justizminister unter Ministerpräsident Wilhelm Blos. Auch in der zweiten Amtszeit des SPD-Ministerpräsidenten Wilhelm Blos (vom 8. März 1919 bis Juni 1920) war Johannes von Kiene als württembergischer Justizminister vertreten. Nach seinem überraschenden Tod am 24. Juli 1919 wurde der 38-jährige Amtsrichter Eugen Bolz sein Nachfolger.
Für seine Verdienste wurde Kiene 1901 vom König Wilhelm II. von Württemberg durch Verleihung des Ehrenkreuzes des Ordens der Württembergischen Krone in den persönlichen Adelsstand erhoben. Kiene war verheiratet mit Anna geb. Schneider. Aus der Ehe gingen fünf Kinder hervor, darunter Maria Kiene (1889–1979), eine bekannte Kinderpädagogin.